# Весна (филм)
Весна је југословенски филм, снимљен 1953. године у режији Франтишека Чапа.

## Радња
Само, Санди и Криштоф се припремају за матуру и договарају се како да дођу до математичких задатака и решења уз помоћ Хиперболе или Весне кћерке професора. Долази до низ комичних ситуација када долази права кћерка професора, прелепа Јања, али се све срећно завршава.

## Улоге
| Глумац            | Улога                  |
| ----------------- | ---------------------- |
| Метка Габријелчич | Весна (Јања)           |
| Франек Трефалт    | Само                   |
| Јанез Чук         | Санди                  |
| Јуре Фурлан       | Криштоф                |
| Стане Север       | Проф. Слапар (Козинус) |
| Елвира Краљ       | Тета Ана               |
| Фране Милчински   | Сликар Трпин           |
| Драго Зупан       | Трпин пријатељ         |
| Метка Бучар       | Госпођа Коцјан         |
| Мила Качић        |                        |
| Славка Главина    | Госпођа Трпин          |
| Аленка Светел     | Инструкторка           |
| Павле Кович       | Јелен                  |
| Анте Гнидовец     | Крчмар                 |

Комплетна филмска екипа  ▼
| Редитељ                   | Франтишек Чап     |                                  |
| Сценариста                | Матеј Бор         | (писац)                          |
| Сценариста                | Франтишек Чап     | (писац)                          |
| Композитор                | Бојан Адамич      |                                  |
| Директор фотографије      | Паул Груп         |                                  |
| Mонтажер                  | Милка Бађура      |                                  |
| Сценограф                 | Мирко Липужић     | (као инг. арх. Мирко Липужић)    |
| Костимограф               | Мија Јарч         |                                  |
| Одсек за шминку           | Берта Меглич      | шминкерка (као Берта Текавчева)  |
| Одсек за шминку           | Јан Новотни       | шминкер                          |
| Менаџер продукције        | Анте Блај         | вођа снимања                     |
| Менаџер продукције        | Винко Гартнер     | вођа снимања                     |
| Менаџер продукције        | Горазд Кончар     | вођа снимања                     |
| Менаџер продукције        | Милан Косак       | директор филма                   |
| Менаџер продукције        | Јанез Томсиц      | вођа снимања                     |
| Менаџер продукције        | Владо Вилар       | вођа снимања                     |
| Помоћник режије           | Франце Јамник     | помоћник редитеља                |
| Помоћник режије           | Звоне Синтич      | помоћник редитеља                |
| Уметнички одсек           | Владимир Погачник | сценски реквизитер               |
| Одсек за звук             | Марјан Меглич     | тонски сарадник                  |
| Одсек за камеру и расвету | Метод Бађура      | пратилац камере                  |
| Одсек за камеру и расвету | Жаро Лозар        | вођа расвете                     |
| Одсек за камеру и расвету | Вики Пóгачар      | пратилац камере                  |
| Одсек за камеру и расвету | Жарко Тушар       | пратилац камере (као Жаро Тушар) |
| Одсек за монтажу          | Даринка Персин    | асистент монтажера               |
| Остала екипа              | Неда Мал          | секретар режије                  |
| Остала екипа              | Митја Совре       | лектор (као проф. Митја Совре)   |